# 외교사료관
외교사료관(外交史料館)은 외교부 외교안보연구원에서 운영하는 외교전문 관람시설이다. 외교기록물을 포함한 외교사료를 과학적이고 체계적으로 보존, 관리, 활용함으로써, 국민의 알권리 신장과 열린 외교를 추진하기 위해 2006년 4월 27일 개관하였다. 서울특별시 서초구 남부순환로 2572에 위치하고 있다.

## 연혁
- 2006년 4월 27일 외교사료관 개관

## 시설 안내

### 외교사전시실
- 1976년 개항 이후부터 현재까지의 주요 외교문헌, 기록사진, 기념물을 시대별로 전시(총 200여점)
- 일반 국민에게 우리 외교사의 생생한 모습 전달
- 차세대 외교학습장으로 활용

#### 아시아지도
- 1735년 프랑스 지리학자 Gullaume Delisle이 제작한 화란 왕실지도로서 동해를 한국해로 표기하고 있다.

#### 대한민국 수교훈장
- 국권의 신장 및 우방과의 친선에 공헌이 뚜렷한 자에게 수여하는 훈장으로 1961년부터 제정, 수여하고 있으며 종류에는 광화대장, 광화장, 흥인장, 숭례장, 창의장, 숙정장 등이 있다.

### 외교문서열람실
- 1993년 이래 외교문서공개제도 도입
- 공개문서의 마이크로필름과 관련자료 비치
- 일반인이 자유롭게 이용 가능

#### 조·영 수호통상조약(영인본)
- 1883년 11월 26일 조선대표 민영목과 주청 영국공사 파크스 간에 체결된 조약문서이다.

### 서고
- 전동서가시스템 구비(지상 2,3층 총 400여평)
- 향온·향습시스템 및 소화시설 마련
- 외교문서 6만여 권, 마이크로필름 1,000여개 통합 보존 관리

### 문서소독 및 탈산설비실
- 외교문서 훼손과 멸실 방지를 위한 천연항균제와 소독제를 사용한 소독장비 설치
- 문서보존의 수명연장을 위한 탈산화장비 구비

## 같이 보기
- 외교부
- 외교안보연구원
- 대한민국의 박물관과 미술관 목록
- 대한민국의 국립 박물관 목록